# Plexaura fusca
Plexaura fusca är en korallart som beskrevs av Duchassaing och Giovanni Michelotti 1860. Plexaura fusca ingår i släktet Plexaura och familjen Plexauridae. Inga underarter finns listade i Catalogue of Life.